# Xinshe
Xinshe (chiń. upr. 新社区; chiń. trad. 新社區; pinyin Xīnshè qū; Wade-Giles Hsin-she ch’ü) – dzielnica (chiń. 區, qū) w rejonie górskim miasta wydzielonego Taizhong na Tajwanie. 
23 czerwca 2009 komitet przy Ministrze Spraw Wewnętrznych Republiki Chińskiej zarekomendował scalenie dotychczasowego powiatu Taizhong (chiń. trad. 臺中縣; pinyin Táizhōng xiàn) i miasta Taizhong (chiń. trad. 臺中市; pinyin Táizhōng xiàn) w miasto wydzielone (chiń. 直轄市, zhíxiáshì); wszystkie gminy wiejskie (chiń. 鄉, xiāng), jak Xinshe, miejskie oraz miasta wchodzące w skład powiatu zostały przekształcone w dzielnice (chiń. 區, qū). Ustawa weszła w życie 25 grudnia 2010 roku.
Populacja dzielnicy Xinshe w 2016 roku liczyła 24 947 mieszkańców – 12 003 kobiety i 12 944 mężczyzn. Liczba gospodarstw domowych wynosiła 7542, co oznacza, że w jednym gospodarstwie zamieszkiwało średnio 3,31 osób.

## Demografia (2011–2016)
| Rok  | Liczba ludności | Gęstość zaludnienia | Kobiety | Mężczyźni | Gospodarstwa domowe |
| ---- | --------------- | ------------------- | ------- | --------- | ------------------- |
| 2011 | 25 495          | 370                 | 12 181  | 13 314    | 7380                |
| 2012 | 25 378          | 368                 | 12 138  | 13 240    | 7409                |
| 2013 | 25 322          | 367                 | 12 149  | 13 173    | 7456                |
| 2014 | 25 242          | 366                 | 12 104  | 13 138    | 7476                |
| 2015 | 25 086          | 364                 | 12 024  | 13 062    | 7512                |
| 2016 | 24 947          | 362                 | 12 003  | 12 944    | 7542                |